# Hallucinogen
Hallucinogen (настоящее имя — Саймон Посфорд, англ. Simon Posford) — британский музыкант, специализирующийся на гоа-трансе и психоделическом трансе. Первый альбом Twisted оказался одним из самых значимых на мировой психоделической транс-сцене. Последующий альбом The Lone Deranger укрепил данную позицию.
Саймон Посфорд участвует в совместных проектах с Раджой Рамом (проект Shpongle), Мартином Гловером (Celtic Cross) и Бенджи Воганом (Younger Brother), а также является одним из основателей записывающего лейбла Twisted Records.

## Дискография

### Альбомы
- Twisted (1995)
- The Lone Deranger (1997)
- In Dub (remixes by Ott[англ.]) (2002)
- In Dub Live (2009)

### Макси-синглы
- «Deranger» (1996)
- «LSD» (1996)
- «Space Pussy» (1996)
- «Mi-Loony-Um!» (2000)